# Slepá ulička (Asimov)
Slepá ulička (anglicky „Blind Alley“) je vědeckofantastická povídka spisovatele Isaaca Asimova, která vyšla poprvé v březnu 1945 v časopise Astounding Science Fiction. Byla následně zařazena do povídkové sbírky The Early Asimov (1972). Česky vyšla ve sbírce Neznámý Asimov II. (2005).
Povídka náleží do série Galaktická říše, existuje zde Galaktická říše s hlavní planetou Trantor. Je to jediné autorovo literární dílo z universa Nadace, v němž se vyskytuje nehumanoidní mimozemská rasa.

## Historie
Povídka „Slepá ulička“ je první povídkou vůbec, která Asimovovi vyšla v některé vědeckofantastické antologii (konkrétně v The Best of Science Fiction z roku 1946 od Groffa Conklina a později i ve vydání z roku 1963). Conklin mu za ni zaplatil 148,75 US$. Později autor inkasoval ještě 42,5 US$, což činilo 2,5 centu za každé slovo v povídce. Poté vyšla v roce 1972 ve sbírce The Early Asimov, v roce 1989 v The Asimov Chronicles a v roce 1992 ve druhém dílu sborníku The Complete Stories. Conklin ji dále zahrnul do antologií Great Stories of Space Travel (1963) a The Golden Age of Science Fiction (1980). Vyšla i v dalších publikacích, např. Isaac Asimov Presents The Great SF Stories 7 (1982) a Intergalactic Empires (1983).
Autor v povídce užil korespondenci ve formě dopisů, které obsahují byrokratickou nabubřelou terminologii. Přiznává, že si ji nevymyslel, ale de facto převzal z materiálů běžně užívaných v US Navy, kde byl tehdy zaměstnán. Poté, co povídka vyšla, jej spisovatel Lyon Sprague de Camp upozornil na chybu ve formě dopisní korespondence. Asimov užívá při komunikaci nižšího úředníka s výše postaveným sousloví „žádá se“ místo „navrhuje se“. De Camp jej upozornil, že to není věrohodné, neboť v těchto byrokratických dokumentech užívá nižší úředník termínu „navrhuje se“, kdežto „žádat“ si z hlediska hierarchie může dovolit pouze nadřízený.

## Postavy
- Loodun Antyok - hlavní veřejný správce planety Cepheus 18, civilní dohlížitel Úřadu pro Vnější provincie
- Gustiv Bannerd - novinář
- R. Horpritt - šéf Administrativní služby
- C. Morily - šéf Úřadu pro Vnější provincie
- Tomor Zammo - fyziolog
- kapitán kosmické lodi, velitel flotily lodí, které dopravily na Cepheus 18 náklad fluoreskujících koulí.
- nehumanoidé - cihlově červené mimozemské bytosti, které jsou schopny dorozumívat se s lidmi.

## Děj
Děj se odehrává na planetě Cepheus 18, kam bylo lidmi přemístěno cca 5 000 posledních příslušníků nehumanoidní rasy z jejich umírající planety. Cepheus 18 je pojat jako kombinace obrovské rezervace a laboratoře pro tyto tvory, jejichž společnost se vyznačuje mnoha zajímavými rysy, které lákají vědce ke zkoumání (např. mezi nimi neexistuje zločinnost, mají vysokou schopnost regenerace po zranění, disponují komunikací na bázi telepatie). Vědeckou obec zastupuje Tomor Zammo, jenž nehumanoidy považuje jen za trochu inteligentnější zvířata a usiluje o povolení k bezohlednému výzkumu (nehumanoidé mají mnoho práv, která by tímto byla porušena). Zastáncem opačného, více humanistického přístupu je novinář Gustiv Bannerd, jenž se na problém dívá z filosofického hlediska. Je přesvědčen, že by mimozemšťané mohli lidem ukázat něco ze své kultury, pokud by lidé byli dostatečně trpěliví. Ve střetu těchto zájmů se nachází civilní dohlížitel Cephea 18 Loodun Antyok, kterého Bannerd i Zammo považují za nekompetentního byrokrata, jenž neriskuje přímou konfrontaci.
Jednoho dne se Antyok s Bannerdem sejdou s vůdcem nehumanoidů při rozhovoru. (Lidskou) vládu znepokojuje, proč se mimozemšťanům nerodí děti. Vůdce Antyokovi vysvětlí jejich pozici, lidé je sice zachránili před téměř jistým vyhynutím, ale zároveň je postavili do slepé uličky. Zmizel faktor boje o přežití, nyní mají všechny fyziologické potřeby pro život zajištěny, ale nejsou v podstatě svobodní. Není jim dovoleno opustit Cepheus 18, proto se dobrovolně rozhodli postupně vyhynout.
Antyok ani zdaleka není neschopným úředníkem, za jakého jej Bannerd se Zammem považují. Naopak je to velmi kompetentní člověk, jenž dokáže v rámci pravidel a daných zákonů téměř nemožné. Osnová plán na záchranu nehumanoidů spoléhajíce se na to, že dokáží „telepaticky“ zjistit jeho záměry a využít toho. Díky vysoké prioritě udělené vládou projektu zkoumání mimozemské rasy zařídí dopravit na planetu náklad fluoreskujících koulí. Nehumanoidé se zmocní kosmických lodí (kterých Antyok objednal dost na to, aby se do nich vešli všichni) a odletí do galaxie Magellanův oblak. Když to vyjde najevo, všichni zúčastnění (kapitán kosmické flotily, Zammo i Bannerd) si uvědomí, jak rafinovaně to Antyok provedl. Ten je však díky brilantním znalostem byrokracie krytý, od všech rozhodnutí existuje dokumentace, která jej však zbavuje přímé zodpovědnosti. Tento fakt posvětí i Úřad pro Vnější provincie, který mu následně přidělí další úkol.